# أكسل فون ديم بوش
أكسل فون ديم بوش (24 أبريل 1919 - 26 يناير 1993) كان ضابطًا ألمانيًا خلال الحرب العالمية الثانية وعضوًا في المقاومة الألمانية. خطط لاغتيال أدولف هتلر بالتنسيق مع كلاوس فون ستافنبرغ في نوفمبر 1943 في المقر العسكري الأول لهتلر على الجبهة الشرقية في الحرب العالمية الثانية والمشهور باسم (وكر الذئب).
في عام 1942، شهد فون ديم بوش بالصدفة مذبحة مروعة نظمتها قوات الأمن الخاصة في مطار دوبنو القديم، حيث قُتل أكثر من 3000 مدني بوحشية معظمهم من اليهود على يد قوات الأمن الخاصة. كان لهذه التجربة المؤلمة تأثير عميق عليه، مما دفعه إلى معارضة نظام هتلر بشدة. بعد ذلك، أصبح عضوًا في فصيل مقاومة داخل مجموعة الجيوش المركزية، والتي ترأسها لاحقًا الكونت كلاوس فون شتاوفنبرج. في عام 1943 تطوع لمحاولة اغتيال هتلر بينما كان يصمم الزي الرسمي.

## حياته
ولد أكسل فون ديم بوش في عام 1919، وهو ينحدر من عائلة فون ديم بوش النبيلة القديمة في شرق وستفاليا. كان نجل (جورج فرايهير فون ديم بوش-ستريثهورست) وزوجته الدنماركية (جيني لاسين). كان أندرس لاسن بطل المقاومة الدنماركي الذي قاتل في الجيش البريطاني ضد ألمانيا خلال الحرب العالمية الثانية هو ابن عمه. لديه شقيقان. توفي شقيقه الأكبر كونو في الحرب العالمية الثانية.
التحق أكسل بالمدرسة الابتدائية في بلدة ثاله وحصل على شهادة الأبيتور في ميونيخ عام 1937. وبعد تخرجه من المدرسة الثانوية، انضم إلى فوج المشاة التاسع التابع لفرقة المشاة 23 في بوتسدام كمرشح ضابط (غالبًا ما يُشار إلى هذا الفوج باسم "فوج الكونت التاسع" نظرًا للعدد الكبير من الضباط النبلاء). ومن الجدير بالذكر أن العديد من الأفراد الذين أصبحوا فيما بعد شخصيات رئيسية في حركة المقاومة تخرجوا من هذا الفوج. في 1938-1939 التحق بالمدرسة الحربية في هانوفر. وخلال الحرب العالمية الثانية، شارك لأول مرة في الحملات البولندية والفرنسية، وبعد ذلك في الحرب ضد الاتحاد السوفيتي.

## الجوائز والأوسمة
- الصليب الحديدي لعام 1939 ، الدرجة الأولى والثانية
- الصليب الألماني في الذهب في 15 ديسمبر 1941 باسم Oberleutnant في 11. / فرقة المشاة 9 [1]
- وسام الفارس الصليبي الحديدي في 7 مارس 1944 بصفته هاوبتمان وقائد غرادير - المنطقة 9 [2] [3]
- شارة الجرح في الذهب
- فارس وسام القديس يوحنا (القيادة السويسرية) [4]

## روابط خارجية
- أكسل فرايهر فون ديم بوسيه ستريثرست على موقع مونزينجر (الألمانية)

### اقتباسات
1. ↑  Patzwall & Scherzer 2001, p. 70.
2. ↑  Fellgiebel 2000, p. 151.
3. ↑  Scherzer 2007, p. 256.
4. ↑  Clark، Robert M, Jr. (2003). The Evangelical Knights of Saint John: A History of the Bailiwick of Brandenburg. Dallas, Texas. ص. 46.{{استشهاد بكتاب}}:  صيانة الاستشهاد: أسماء متعددة: قائمة المؤلفين (link) صيانة الاستشهاد: مكان بدون ناشر (link)